# GSC Marseille
GSC Marseille (voluit Groupe Sporting Club Marseillais) was een Franse voetbalclub uit Marseille. De club speelde in het Stade de l'Huveaune dat plaats bood aan 15.000 toeschouwers.
Het was aanvankelijk het reserveteam van Olympique de Marseille maar werd in 1949 een zelfstandige profclub. De club nam deel aan de Division 2 en werd 11e op 18 clubs. In het midden van seizoen 1950/51 legde de club de boeken neer vanwege financiële problemen. Alle resultaten werden geannuleerd en GSC eindigde zo als laatste met 0 punten. 